# ペナン国際空港
ペナン国際空港 （ペナンこくさいくうこう、マレー語: Lapangan Terbang Antarabangsa Pulau Pinang, 英語: Penang International Airport） とは、マレーシアのペナン州ペナン島にある国際空港である。（Bayan Lepas International Airport）

## 概要
ペナン島中心部のジョージタウンから南へ約15kmに位置する。航空管制はマレーシア民間航空局が担当している。旅客数は空港の処理能力（650万人）を超えており、ターミナルの拡張が計画されている。

## 就航航空会社と就航都市
2020年以降、新型コロナウイルス感染症の影響により、多くの定期便が運休、減便、経路変更となっている。
| 航空会社                     | 就航地 | ターミナル |
| ---------------------------- | --- | ---------- |
| マレーシア航空               | クアラルンプール | 旅客       |
| エアアジア                   | クアラルンプール、ジョホールバル、ランカウイ シンガポール、ジャカルタ、メダン、ホーチミン                                            | 旅客       |
| ファイアフライ               | クアラルンプール/スバン、ジョホールバル、コタバル、ランカウイ、コタキナバル、クチン プーケット、シンガポール、メダン、バンダ・アチェ | 旅客       |
| バティック・エア・マレーシア | クアラルンプール/スバン | 旅客       |
| エア・ホンコン               | 香港、ホーチミン | 貨物       |
| バティック・エア             | ジャカルタ、バンダ・アチェ | 旅客       |
| カーゴルックス航空           | 香港、ジャカルタ | 貨物       |
| キャセイパシフィック航空     | 香港 | 旅客       |
| キャセイパシフィック航空     | 香港、プノンペン | 貨物       |
| チャイナエアライン           | 台北/桃園 | 旅客       |
| チャイナエアライン           | 台北/桃園、ハノイ、ホーチミン、シンガポール                                                                                          | 貨物       |
| 中国南方航空                 | 広州 | 旅客       |
| シティリンク                 | メダン | 旅客       |
| エバー航空                   | 台北/桃園 | 貨物       |
| インドネシア・エアアジア     | ジャカルタ、メダン、スラバヤ | 旅客       |
| ジェットスター・アジア       | シンガポール | 旅客       |
| カタール航空                 | ドーハ、プーケット | 旅客       |
| 大韓航空                     | ソウル/仁川、クアラルンプール | 貨物       |
| ライオン・エア               | メダン | 旅客       |
| スクート                     | シンガポール | 旅客       |
| シンガポール航空             | シンガポール | 旅客       |
| タイ・エアアジア             | バンコク/ドンムアン | 旅客       |
| タイ国際航空                 | バンコク/スワンナプーム | 旅客       |

2023年6月現在

## 交通アクセス
- バス （Rapid Penangによる運行）
  - AT, 102, 401, 401E （ジョージタウン、Komtar（英語版）方面 3.4リンギット）
- タクシー 約40リンギット